# 眼圧

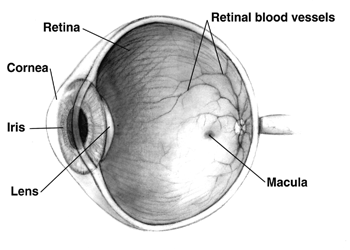
人間の眼の構造

眼圧（がんあつ、ocular tension）は、眼球内を満たしている眼内液の圧力を指す。大気圧よりも僅かに高く、この大気圧との差を眼圧の値として表す。単位はmmHg（ミリ水銀柱）。眼圧の異常による疾患に、緑内障がある。

## 定義
眼内液の圧力を表す用語は、正確には眼内圧（intraocular pressure）であり、眼圧とはあくまでも眼球壁の圧力のことを指す。眼内圧は、マノメーターなどにより眼内液の圧力を直接に測定するが、これは実験動物などに限られる。そのため、ヒトを対象とした医学上の検査では、眼内圧を類推するための値として、眼圧を測定する。このように、医学的検査では眼内圧を直接扱うことがないことから、医学上で使われる広義の「眼圧」は、眼球壁の測定値としての眼圧だけでなく、実際の眼内圧を指す場合にも使われる。また、眼圧の訳語にも、ocular tension だけでなくintraocular pressureも使われる。
以下の項目では、眼内圧と眼圧を区別する。

## 構造
眼内圧は、眼内液の増減によって調節されている。眼内液はリンパ液の一種であり、毛様体で分泌されることによって補給される。この液体を房水と呼ぶ。毛様体から分泌された房水は、まず虹彩と毛様体とレンズ（水晶体）の間の空間である後房に放出され、虹彩とレンズの間を通り抜け、瞳孔を通って角膜と虹彩の間の空間である前房（前眼房ともいう）に出る。前房に入った房水は、虹彩と角膜の結合部分である隅角にある線維柱帯からシュレム管を通過することで眼球外に排出される。つまり、毛様体における房水の産出量と、シュレム管における房水の排出量のバランスによって眼内圧は調節されている。

## 測定
眼内圧は、実験動物の場合にはマノメーターによって直接測定するが、ヒトの場合は眼内圧を直接測定することはない。眼圧は、眼球壁の一部である角膜の圧力から測定する。眼圧測定は、非接触測定法として空気眼圧計で、または正確には圧平眼圧計（ゴールドマン眼圧計）により直接角膜に測定部を接触させて眼圧を計る。ヒトの角膜の圧力の正常値は、10 - 21 mmHgと定義され、これを診断上の正常眼圧としている。
眼圧と眼内圧は、基本的には相関関係にあるため、眼圧が高いほど眼内圧は高くなる。しかし眼圧は、眼球壁が固くなるほど、または厚くなるほど高めに測定される。この場合、眼圧は高いが眼内圧は高くないため、視神経が侵されることがなく、高眼圧症と診断されることになる。逆に、眼球壁が薄い場合は、眼圧が低くても眼内圧は比較的高い状態であることになり、視神経が侵される状態にあることになる。これが正常眼圧緑内障の診断例の増加の一因であるともいわれている。

## 変動要因
- 眼内圧と血圧は別のものである。しかし、拡張時血圧（最低血圧）の高い人や、糖尿病患者と眼圧値の間に正の相関がみられるという報告もある（山梨医大雑誌 1999）。
- 日内変動することが確認されている。
- 運動による変動も確認されている。